# اسینگن (راینلاند-فالتس)
اسینگن (راینلاند-فالتس) (به آلمانی: Essingen) یک شهر در آلمان است که در زودلیشه واینشتراسه واقع شده‌است. اسینگن ۲٬۰۴۶ نفر جمعیت دارد.